# Lucha Underground Trios Championship
El Lucha Underground Trios Championship (Campeonato por Tríos de Lucha Underground) fue un título de lucha libre profesional defendido por equipos de tres luchadores (hombres o mujeres) en Lucha Underground. El título se estableció en las grabaciones del 8 de febrero de 2015.

## Historia
Durante la primera temporada en el episodio 20 ("The Art of War") el propietario de la empresa, Darío Cueto, anunció que honoraría a los equipos en parejas de tres luchadores, introduciendo el Lucha Underground Trios Championship, y anuncio un torneo para coronar a los campeones inaugurales. En el episodio 21 ("Uno! Dos! Tres!") el equipo de Big Ryck, Killshot y Mack derrotaron al equipo de Pentagón Jr., Sexy Star y Super Fly. La siguiente semana, el equipo The Dysfunctional de Angélico, Ivelisse y Son of Havoc derrotaron a Aero Star, Dragon y Fénix logrando un lugar para ellos en la final del torneo. En la tercera semana (S1E23 "Fire in the Cosmos") del torneo, el equipo de King Cuerno, Cage y El Texano Jr. derrotaron a Prince Puma, Johnny Mundo y Hernández logrando el tercer puesto en la final. En el episodio 24, nombrado "Trios Champions" fue dedicado casi exclusivamente a las finales del torneo. Angélico, Ivelisse y Son of Havoc lograron ganar una lucha para llegar a la final decisiva. Una vez finalizado el combate, Darío Cueto anunció que la lucha era solo por las semifinales, y que la verdadera final sería entre los ganadores de las semi en contra de "The Crew" (Bael, Mr. Cisco y Cortez Castro) por los campeonatos. El equipo de The dysfunctional, compuesto por Angélico, Ivelisse y Son of Havoc, se convirtieron en los ganadores del torneo consiguiendo así ser los primeros Campeones de Tríos.

## Campeones

### Lista de campeones
|    | Luchador                                                                             | N.º | Fecha                   | Días | Show o evento     | Notas y referencias |
| -- | ------------------------------------------------------------------------------------ | --- | ----------------------- | ---- | ----------------- | --- |
| 1  | Angélico (1), Ivelisse (1) & Son of Havoc (1)                                        | 1   | 8 de febrero de 2015    | 69   | Lucha Underground | Derrotaron en la final de un torneo a Cage, Texano & King Cuerno y Big Ryck, Kill Shot & The Mack, y después a The Crew (Bael, Cortez Castro & Mr. Cisco) en un combate sin descalificación. Emitido el 22 de abril. |
| 2  | The Disciples of Death (Barrio Negro (1), El Siniestro de la Muerte (1) & Trece (1)) | 1   | 18 de abril de 2015     | 218  | Ultima Lucha      | Emitido el 29 de julio. |
| 3  | Angélico (2), Ivelisse (2) & Son of Havoc (2)                                        | 2   | 22 de noviembre de 2015 | 49   | Lucha Underground | Emitido el 16 de marzo. |
| 4  | Dragón Azteca Jr. (1), Prince Puma (1) y Rey Mysterio (1)                            | 1   | 17 de enero de 2016     | 7    | Lucha Underground | |
| 5  | Underground Worldwide (Jack Evans (1), Johnny Mundo (1) y PJ Black (1))              | 1   | 18 de abril de 2016     | 14   | Lucha Underground | |
| 6  | Aero Star (1), Drago (1) y Fénix (1)                                                 | 1   | 31 de enero de 2016     | 97   | Ultima Lucha Dos  | |
| 7  | The Snake Tribe (Drago (2), Víbora (1) y Pindar (1))                                 | 1   | 7 de mayo de 2016       | 50   | Lucha Underground | Vencieron a Aerostar y Fénix en un 3 on 2 Handicap Match, tras el cambio a Heel de Drago |
| 8  | Killshot (1), The Mack (1) y Dante Fox (1)                                           | 1   | 26 de junio de 2016     | 608  | Ultima Lucha Tres | |
| 9  | Killshot (2), The Mack (2) y Son of Havoc (3)                                        | 1   | 24 de febrero de 2018   | 13   | Lucha Underground | Antonio Cueto nombró a Son of Havoc como reemplazo de Dante Fox. Se cuenta como un solo reinado de la tripla. |
| 10 | The Reptile Tribe (Daga (1), Kobra Moon (1) y Jeremiah Snake (1))                    | 1   | 9 de marzo de 2018      | 9    | Lucha Underground | Emitido el 15 de agosto. |
| —  | Desactivado                                                                          | —   | 18 de marzo de 2018     | —    | Lucha Underground | Fecha del último espectáculo celebrado. |

### Total de días como campeones
La siguiente lista muestra el total de días que un equipo o un luchador ha poseído el campeonato, si se suman todos los reinados que posee. 

### Mayor cantidad de reinados

#### Por equipos
| Reinados | Luchador (es)                     |
| -------- | --------------------------------- |
| 2 veces  | Angélico, Ivelisse & Son of Havoc |

#### Por luchador
| Reinados | Luchador (es)                                 |
| -------- | --------------------------------------------- |
| 3 veces  | Son of Havoc                                  |
| 2 veces  | Angélico, Ivelisse, Drago, The Mack, Killshot |